# Cầu chì
Cầu chì là một phần tử hay thiết bị bảo vệ mạch điện bằng cách làm đứt mạch điện. Cầu chì được sử dụng nhằm phòng tránh các hiện tượng quá tải hoặc ngắn mạch trên đường dây gây cháy, nổ.

## Lịch sử
Năm 1847, Breguet khuyến cáo dùng các thiết bị dẫn dòng nhằm tránh cho các trạm điện báo bị sét đánh, bằng cách tan chảy để trở nên nhỏ hơn, các dây này có thể bảo vệ hệ thống điện trong toà nhà. Hàng loạt các dây và các tấm vật liệu dễ nóng chảy được lắp đặt nhằm bảo vệ cáp điện báo và hệ thống chiếu sáng tại Mỹ vào các năm 1964 
Thomas Edison được cấp bằng sáng chế năm 1890 cho phát minh về cầu chì trong hệ thống phân phối điện thành công của ông

## Nguyên lý hoạt động
Trong tiếng Anh, fuse (cầu chì) có nghĩa gốc là "tự tan chảy". Cầu chì thực hiện theo nguyên lý tự chảy hoặc uốn cong để tách ra khỏi mạch điện khi cường độ dòng điện trong mạch tăng đột biến. Để làm được điều này, điện trở của chất liệu làm dây cầu chì cần có nhiệt độ nóng chảy, kích thước và thành phần thích hợp.

## Cấu tạo
Thành phần không thể thiếu trong một cầu chì là một dây chì mắc nối tiếp với hai đầu dây dẫn trong mạch điện. Vị trí lắp đặt cầu chì là ở sau nguồn điện tổng và trước các bộ phận của mạch điện, mạng điện cần được bảo vệ như các thiết bị điện,...
Các thành phần còn lại bao gồm: hộp giữ cầu chì, các chấu mắc, nắp cầu chì, v.v... được thay đổi tùy thuộc vào loại cầu chì cũng như mục đích thẩm mỹ.

## Phân loại
Ngoài cách đặt tên kỹ thuật(vd: IEC 60269, UL248,..), có nhiều cách khác nhau để phân loại cầu chì:

### Phân theo môi trường hoạt động
- Cầu chì cao áp
- Cầu chì hạ áp
- Cầu chì nhiệt

### Phân theo cấu tạo
- Cầu chì loại hở
- Cầu chì loại vặn
- Cầu chì loại hộp
- Cầu chì ống

### Phân theo đặc điểm trực quan
- Cầu chì sứ
- Cầu chì ống
- Cầu chì hộp
- Cầu chì nổ
- Cầu chì tự rơi

...

### Phân theo số lần sử dụng
Có loại cầu chì dùng một lần rồi bỏ, loại khác có thể thay dây chì mới để tiếp tục sử dụng và có loại có thể tự nối lại mạch điện sau khi ngắt mà không cần con người nhờ cấu tạo bằng chất dẻo

Các cầu chì dùng lại nhiều lần
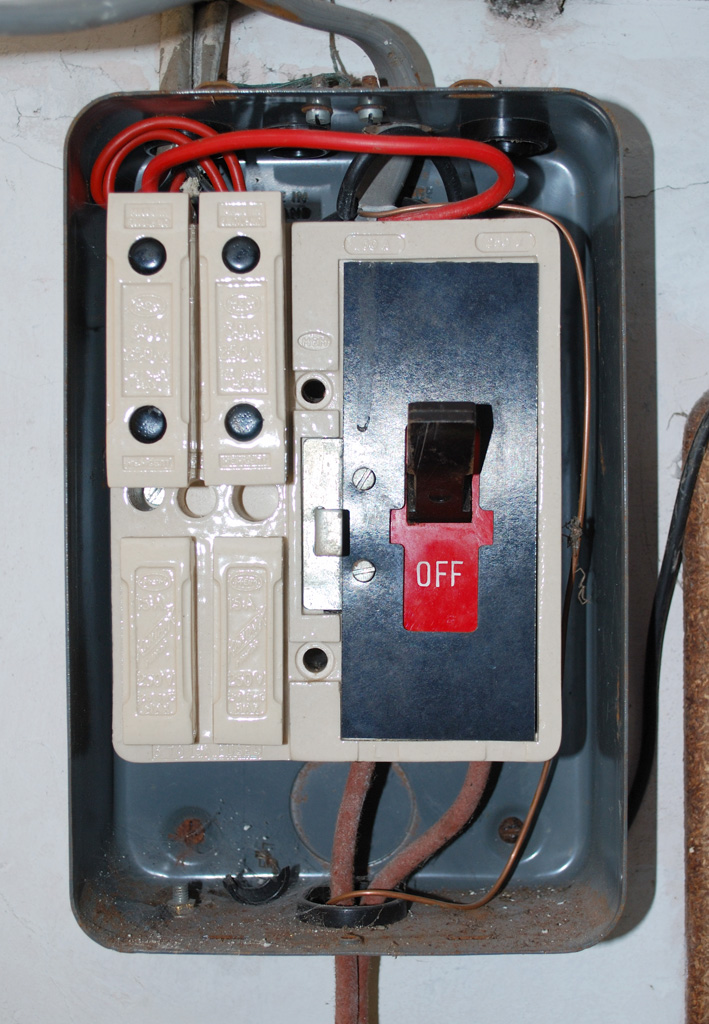
cầu chì MEME
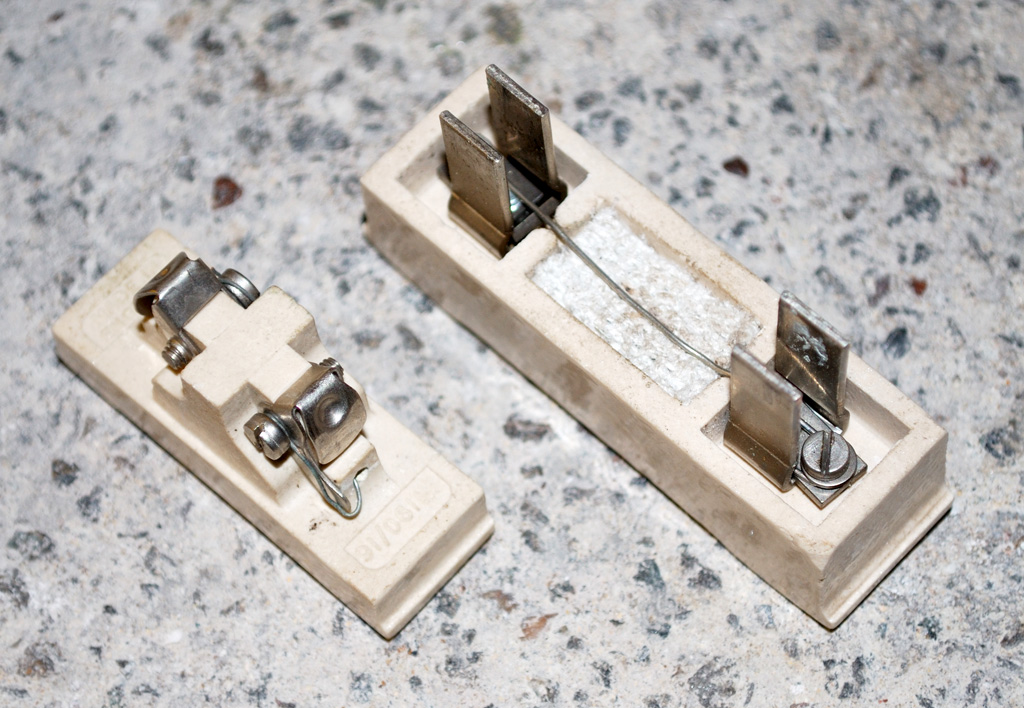
Hộp cầu chì MEM (30A & 15A)
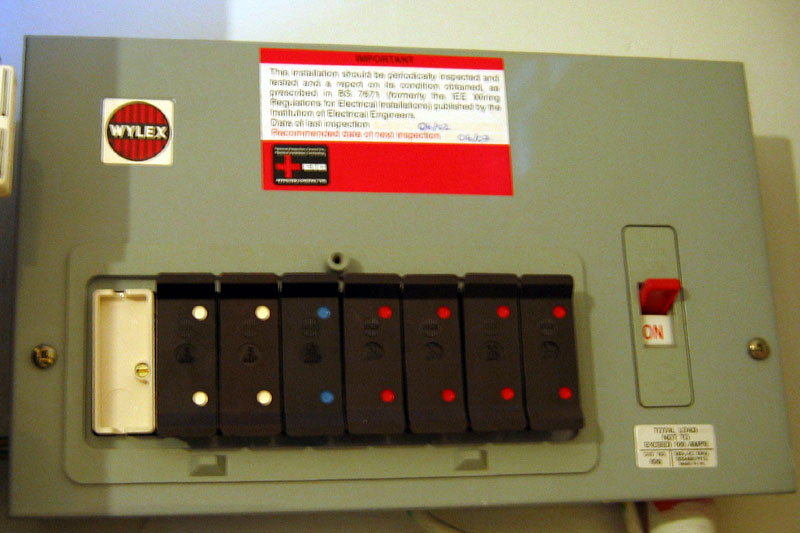
Hộp cầu chì Wylex
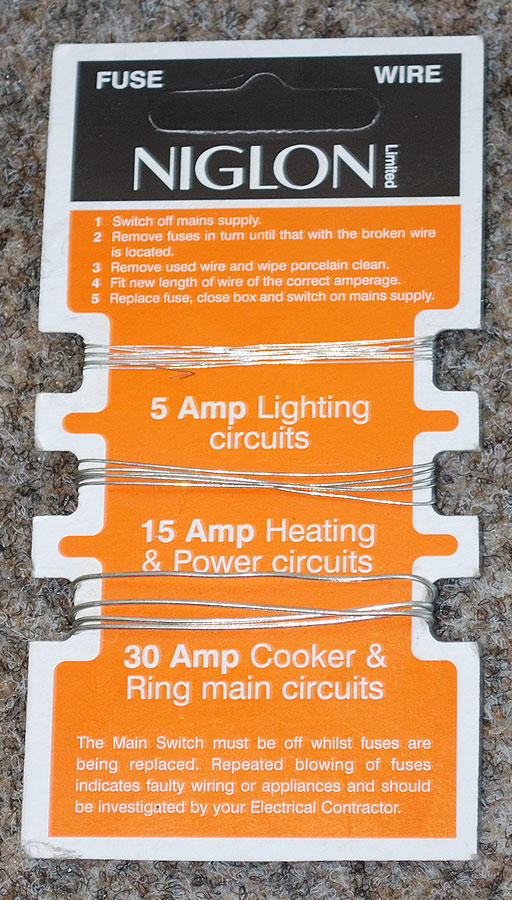
dây chì bán tại Anh quốc
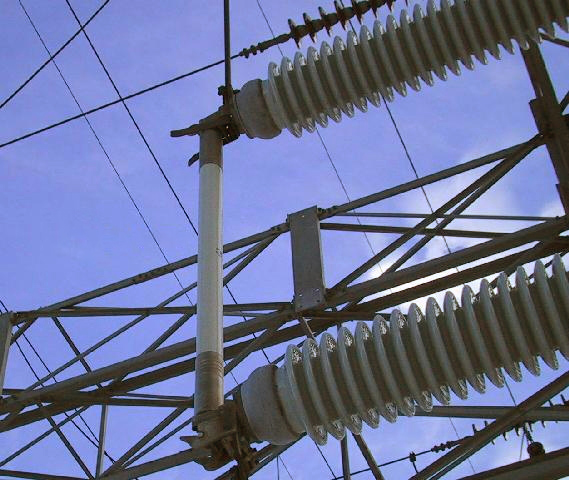
Cầu chì cao thế 115 kV
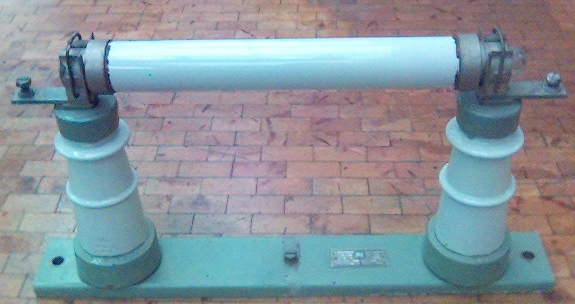
Một cầu chì cao thế kiểu cũ 20 kV

## Các thông số cơ bản
- N: Giới hạn mà cầu chì không tự ngắt mạch điện
- Tốc độ: cầu chì có thể ngắt ngay khi quá tải hoặc nhanh chậm một khoảng thời gian ngắn định trước theo thông số này
- I2 t: Thước đo khả năng bảo vệ hiệu quả các hư hỏng mạch điện của cầu chì
- Năng lực bẻ gãy
- Xếp hạng điện áp:
- Điện thả: khả năng thích nghi với các môi trường hoạt động khác nhau,thông số này không quan trọng với cầu chì truyền thống nhưng khá quan trọng với cầu chì bằng chất dẻo có khả năng tự động nối lại mạch sau khi đứt
- Chênh lệch nhiệt độ môi trường: giảm ảnh hưởng của nhiệt độ môi trường tới hoạt động của cầu chì

### Tiết diện dây chảy cầu chì
| Dòng bảo vệ (A) | Đường kính dây đồng (mm) |
| --------------- | ------------------------ |
| 3               | 0.15                     |
| 5               | 0.20                     |
| 10              | 0.35                     |
| 15              | 0.50                     |
| 20              | 0.60                     |
| 25              | 0.75                     |
| 30              | 0.85                     |
| 45              | 1.25                     |
| 60              | 1.53                     |
| 80              | 1.8                      |
| 100             | 2.0                      |

## Sử dụng
Cầu chì sử dụng nhiều lần được ứng dụng rộng rãi trong các mạch điện gia dụng, các đường dây tải điện. Các cầu chì dùng một lần thì thường được lắp trong các thiết bị điện gia dụng như: máy sấy, máy pha cà phê,...
Hiện nay, trong các công trình hiện đại, cầu chì được thay thế bằng aptomat với nhiều đặc điểm ưu việt hơn.